# 海盘车科维尔氏菌
海盘车科维尔氏菌（学名：Colwellia asteriadis）是科尔韦氏菌属的下属物种。此物种是一种革兰氏阴性、过氧化氢酶阳性、耐碱、耐盐且嗜温的杆状细菌。此物种最早从采集于韩国东海的多棘海盘车（一种海星）中分离出来。

## 历史
海盘车科维尔氏菌分离于2007年4月取自韩国东海三陟市林原港的多棘海盘车（一种海星）的皮肤，并描述于2010年。在这次探索中，还描述了另一种细菌，即海盘车韩科技所单胞菌（Kistimonas asteriae，KMD 001型菌株）。

## 词源
“as.te'ri.adis.”是一个新拉丁词，由以下组成：
- 新拉丁阴性名词“Asterias”，指一种动物学属名，即海盘车属
- 新拉丁属格阴性名词“asteriadis”，表示属于海盘车属，指的是从多棘海盘车中分离出的模式菌株。

Colwellia aestuarii这个细菌的名称是因为它从海星中分离而得，以表达与海盘车属的相关性。

## 系统发育学分类
基于16S rRNA基因序列的系统发育分析表明菌株KMD 002T属于科尔韦氏菌属。发现菌株KMD 002T与科尔韦氏菌属的其他物种具有94.1%至96.7%的16S rRNA基因序列相似性。菌株KMD 002T与冷红科维尔氏菌的序列同源性最高，高达96.7%；与戴明氏科维尔氏菌的序列同源性是95.6%。

## 描述
海盘车科维尔氏菌是一种兼性厌氧的革兰氏阴性菌。它能够在4°C至25°C（最佳15°C）、pH4至pH10（最佳pH7至pH8）和存在1%至10%（w/v）NaCl（活性会在没有NaCl的环境降低，并且不会在12%至15%NaCl的环境生长）的条件下生长，因此它是一种嗜温、耐碱且耐盐的生物 。它的细胞是杆状的，长0.7µm至1µm，宽0.4µm至0.5µm，并且通过单极鞭毛运动。它的过氧化氢酶和细胞色素c氧化酶测试呈阳性。菌落呈米色、圆形、光滑且扁平。主要的泛醌是泛醌Q-8 。GC核苷酸含量为40.3% 。

## 栖息地
海盘车科维尔氏菌是一种海洋细菌，栖息于10米深的水层。